# 1786 au théâtre
| Années du théâtre : 1783 - 1784 - 1785 - 1786 - 1787 - 1788 - 1789    |
| Décennies du théâtre : 1750 - 1760 - 1770 - 1780 - 1790 - 1800 - 1810 |

## Pièces de théâtre publiées
- Sophie ou les Sentiments secrets, pièce de Madame de Staël.

## Pièces de théâtre représentées
- 13 juin : L'inconstant, comédie en 5 actes de Jean-François Collin d'Harleville, Paris, Comédie-Française.

## Naissances
- 1er mars : Augustin Vizentini, auteur dramatique, comédien et lithographe français, mort le 15 septembre 1836.
- 27 mai : Alexandre-Marie Maréchalle, auteur dramatique français, mort le 13 décembre 1871.
- 18 août : Michel Pichat, dramaturge français, mort le 25 janvier 1828.

## Décès
- 12 janvier : Claude-Henri Watelet, financier, peintre, collectionneur, critique d'art, poète et auteur dramatique français, né le 28 août 1718.
- 3 juin : François Bigottini, acteur, dramaturge, décorateur et machiniste de théâtre italien, né vers 1717.
- 2 août :  Bailly Du Roullet, diplomate, auteur dramatique et librettiste français, né le 10 avril 1716.
- 1er septembre : Barthélemy Hus, dit Hus-Desforges, comédien et chef de troupe de français, né le 18 juillet 1699.